# Bruce Spencer
Bruce Spencer é um baterista norte-americano, instrutor de bateria e clínico, cantor e músico de sessão, cantautor, produtor musical, mais conhecido pelo trabalho dele com o trio de rock and roll, The 77s.
Spencer também tocou para vários artistas como Wynona Judd, Charlie Peacock, Brent Bourgeois, Larry Tagg, Roger Smith, JGB, Agnes Stone (qwest), Zoppi (MCA), Chris Webster, Jackie Greene e muitos outros.